# Limours
Limours  [limuʁ] je francouzské město v jihozápadní části metropolitní oblasti Paříže ve Francii v departmentu Essonne a regionu Île-de-France, asi 31 kilometrů od centra Paříže. Jméno obce je odvozeno z galského slova limo nebo lemo, které znamená jilm.

## Sousední obce
Limours hraničí s Les Molières, Gometz-la-Ville, Pecqueuse, Briis-sous-Forges, Forges-les-Bains a Bonnelles.

## Vývoj počtu obyvatel
Počet obyvatel

## Partnerská města
- Nioro du Sahel
- Minfeld